# Бырдарски-Геран
Бырдарски-Геран (болг. Бърдарски геран) — село в Болгарии. Находится в Врачанской области, входит в общину Бяла-Слатина. Население составляет 765 человек, большинство католики. В селе 2 католические церкви, но одна почти разрушена.

## История
Нынешнее село Бырдарски-Геран основано на руинах средневекового болгарского села. В одном османском документе 1617 года это село упоминается с именем Бырдар. В последующие годы село Бырдар обезлюдело и земли долго пустовали. Но после Освобождения 1878 года пепелище заселили банатские болгары – католики: потомки участников Чипровского восстания 1688 года, после поражения эмигрировавших в Банат, а также ушедших в Банат в 1726 – 1731 годах павликиан–католиков из Никопольского и Свиштовского регионов. Их потомки проживают там и в начале ХXI века.

## Политическая ситуация
В местном кметстве Бырдарски-Геран, в состав которого входит Бырдарски-Геран, должность кмета (старосты) исполняет Цветомила Иванова Спасова (Граждане за европейское развитие Болгарии (ГЕРБ)) по результатам выборов.
Кмет (мэр) общины Бяла-Слатина — Венцислав Велков Василев (Болгарская социалистическая партия (БСП)) по результатам выборов.

## Фото

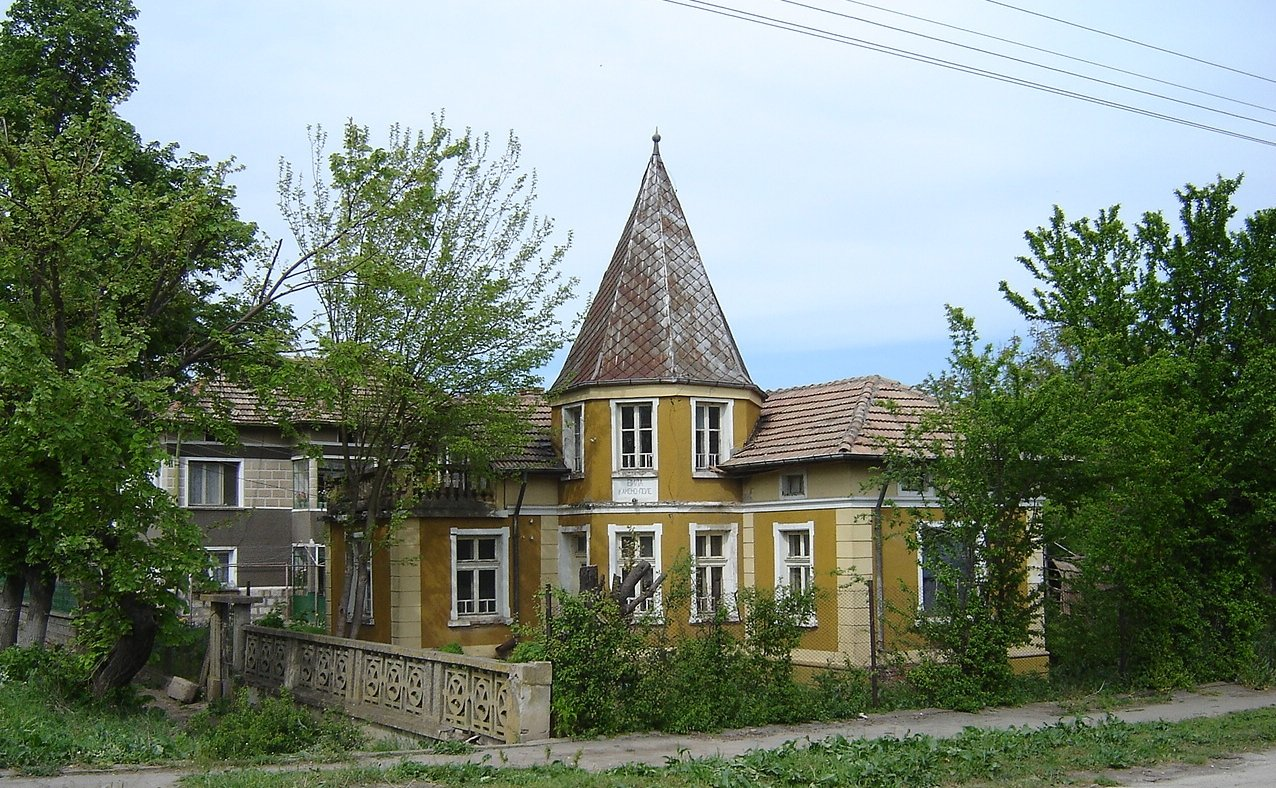
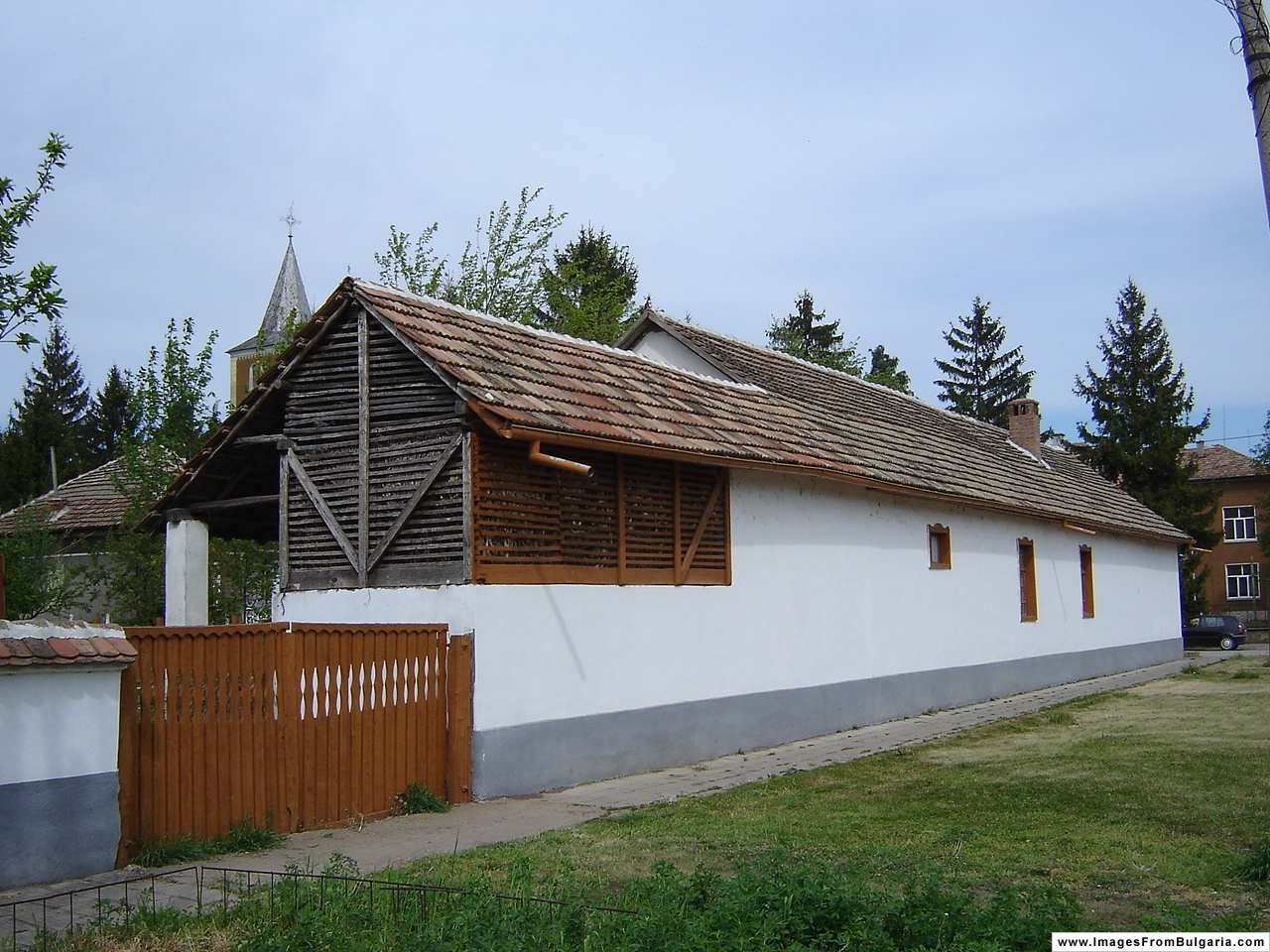
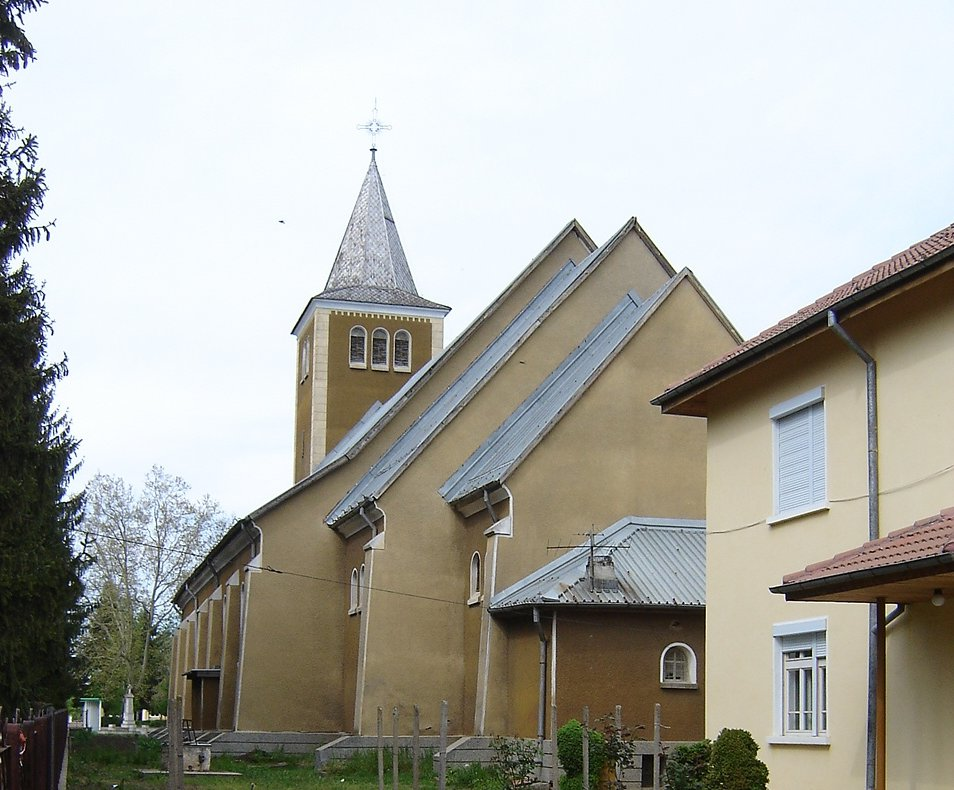